# 음란과외
"음란과외"는 2016년에 개봉한 대한민국의 영화이다.

## 캐스팅
- 박주빈
- 이수
- 도모세
- 안민상